# Billy Henderson
William « Billy » Henderson (né le 5 janvier 1900 - janvier 1934) est un joueur de football anglais. Il est né à Whitburn (comté de Durham).  

## Biographie
Billy Henderson évolue au poste d'arrière droit. Il commence sa carrière dans le club local de Whitburn FC puis rejoint Brighton and Hove Albion. Il est transféré à Aberdare Athletic et match deux buts en 19 rencontres de championnat lors de sa première saison avec Aberdare en Football League en 1921-22.
Henderson quitte Aberdare au milieu de la saison, en janvier 1922, pour rejoindre West Ham United et fait part de l'effectif qui remonte le club en première division. Il joue également la finale de la Coupe d'Angleterre 1923 avec West Ham qui perd la rencontre 0-2. Il quitte le club en 1928, jouant 183 fois et marquant un but. 
Henderson a seulement 34 ans quand il meurt d'une tuberculose.